# Плоткин, Семён Григорьевич
Семён Григорьевич Плоткин (ум. 1942) — советский партийный и государственный деятель, председатель Мелитопольского горисполкома (1936—1937), заместитель директора завода им. Воровского (до 1941).

## Биография
Партийная карьера Семёна Плоткина развивалась неровно. Его исключили из партии, проверяя сигнал о его прошлой принадлежности к комсомольцам-троцкистам, но затем снова восстановили. В 1935 году он был наказан «строгим выговором с последним предупреждением» «за притупление классовой бдительности» из-за того, что некий Григорий Шнейдер полгода проработал в горисполкоме техническим секретарём по чужому партбилету.
Тем не менее, в 1936 году Семён Плоткин был избран председателем Мелитопольского горисполкома. Но уже в 1937 году он был снят с должности.
Плоткин был обвинён в растрате государственных средств на ремонт квартир врагов народа и своей собственной, провале подготовки к выборам в Верховный Совет, игнорировании оборонно-массовой работы в городе, культивировании подхалимства и принятии в подарок «вечнопишущих ручек и чернильных приборов». В конце декабря 1937 года Плоткин был исключён из партии, а в феврале 1938 года приговорён к 3 годам тюрьмы.
Вскоре дело Плоткина было пересмотрено, и приговор заменён годом принудительных работ. Плоткин был восстановлен в партии, но ему был вынесен новый строгий выговор, который позже, вероятно, сняли.
Освободившись из тюрьмы, Плоткин стал заместителем директора завода им. Воровского. Летом 1941 года он организовывал эвакуацию завода, а потом ушёл на фронт.
8 марта 1942 года он погиб в бою. По воспоминаниям М. П. Горского, это произошло под Ростовом-на-Дону, где С. Г. Плоткин командовал танковой ротой.